# ペドロ・アンヘル・キニョーネス・ロドリゲス
ペドロ・キニョーネス（Pedro Ángel Quiñónez Rodríguez、1986年3月4日 - ）は、エクアドル・エスメラルダスのサッカー選手。エメレク所属。ポジションはMF。

## 経歴
16歳でCDエル・ナシオナルの下部組織に入団し、2004年にトップチームデビュー。2007年のコパ・アメリカでA代表に招集された。2008年12月12日、メキシコのサントス・ラグナに移籍。
2010年1月14日、母国・エクアドルのCSエメレクへレンタル移籍。2011年11月に完全移籍を果たした。